# Polystichum longispinosum
Polystichum longispinosum är en träjonväxtart som beskrevs av Ren-Chang Ching, Li Bing Zhang och H. S. Kung. Polystichum longispinosum ingår i släktet Polystichum och familjen Dryopteridaceae. Inga underarter finns listade.